# Монтанья, Хосе Леонардо
Хосе Леонардо Монтанья Аревало (исп. José Leonardo Montaña Arévalo; род. 21 марта 1992, Богота) — колумбийский легкоатлет, специалист по спортивной ходьбе. Выступает за сборную Колумбии по лёгкой атлетике с 2008 года, обладатель двух бронзовых медалей Игр Центральной Америки и Карибского бассейна, серебряный призёр Южноамериканских игр и Боливарианских игр, участник двух летних Олимпийских игр.

## Биография
Хосе Леонардо Монтанья родился 21 марта 1992 года в Боготе, Колумбия.
Впервые заявил о себе в лёгкой атлетике на международном уровне в сезоне 2008 года, когда вошёл в состав колумбийской национальной сборной и выступил на чемпионате Южной Америки по спортивной ходьбе в Куэнке, где выиграл бронзовую медаль в состязаниях юниоров на 10 км. Также в этом сезоне в гонке юниоров на 10 км закрыл десятку сильнейших на Кубке мира в Чебоксарах, в ходьбе на 10 000 метров занял 22-е место на юниорском мировом первенстве в Быдгоще и стал серебряным призёром на юношеском южноамериканском первенстве в Лиме.
В 2009 году был шестым среди юниоров на Панамериканском кубке в Сан-Сальвадоре, получил серебро на дистанции 10 000 метров на юниорском южноамериканском первенстве в Порт-оф-Спейн.
В 2010 году выиграл серебряную медаль в гонке юниоров на 10 км на чемпионате Южной Америки в Кочабамбе, тогда как на Кубке мира в Чиуауа и на юниорском мировом первенстве в Монктоне был дисквалифицирован.
В 2011 году взял бронзу на юниорском панамериканском первенстве в Мирамаре, серебро на Панамериканском кубке в Энвигадо и на юниорском южноамериканском первенстве в Медельине.
В 2012 году финишировал пятым на дистанции 20 км на чемпионате Южной Америки в Салинасе, закрыл тридцатку сильнейших на Кубке мира в Саранске, стал серебряным призёром в ходьбе на 20 000 метров на молодёжном южноамериканском первенстве в Сан-Паулу.
В 2013 году в дисциплине 20 км выиграл серебряные медали на Панамериканском кубке в Гватемале и на Боливарианских играх в Трухильо, показал 17-й результат на чемпионате мира в Москве.
В 2014 году получил серебро на Южноамериканских играх в Сантьяго, занял 32-е место на Кубке мира в Тайцане, стал бронзовым призёром на Играх Центральной Америки и Карибского бассейна в Веракрусе.
В 2015 году финишировал шестым на Панамериканском кубке в Арике, показал 22-й результат на чемпионате мира в Пекине.
На командном чемпионате мира по спортивной ходьбе 2016 года в Риме сошёл с дистанции. Выполнив олимпийский квалификационный норматив (4:06:00), благополучно прошёл отбор на летние Олимпийские игры в Рио-де-Жанейро — в программе ходьбы на 50 км так же сошёл, не показав никакого результата.
После Олимпиады в Рио Монтанья остался действующим спортсменом на ещё один олимпийский цикл и продолжил принимать участие в крупнейших международных стартах. Так, в 2018 году он отметился выступлением на Играх Центральной Америки и Карибского бассейна в Барранкилье, где получил бронзовую награду в дисциплине 50 км.
В 2019 году финишировал седьмым в ходьбе на 20 км на Панамериканских играх в Лиме.
Благодаря высоким позициям в мировых рейтингах удостоился права защищать честь страны на Олимпийских играх 2020 года в Токио — на сей раз в дисциплине 50 км показал время 3:53:50, расположившись в итоговом протоколе соревнований на 11-й строке.